# Kak ja provël ėtim letom
Kak ja provël ėtim letom (in russo Как я провёл этим летом?), noto anche col titolo internazionale How I Ended This Summer, è un film del 2010 scritto e diretto da Aleksej Popogrebskij.
È stato presentato in concorso al 60º Festival di Berlino, dove i due protagonisti Grigorij Dobrygin e Sergej Puskepalis hanno vinto ex aequo l'Orso d'argento per il miglior attore.

## Trama
Nella stazione meteorologica dell'isola di Archym, nella regione della Čukotka, sul Mar Glaciale Artico, prestano servizio il veterano Sergej e l'inesperto Pavel, assegnato alla stazione per quell'estate, costretti in un completo isolamento, interrotto solo dalle regolari comunicazioni via radio per trasmettere alla terraferma i dati rilevati dalle apparecchiature scientifiche. Un giorno Pavel riceve la notizia che la famiglia di Sergei è rimasta vittima di un tragico incidente e verrà mandata prima possibile una nave per riportare a casa l'uomo, ma il giovane si rende conto di essere incapace di rivelare all'altro quanto accaduto, temendone forse le possibili conseguenze.

## Accoglienza
Per Antonio Valerio Spera di Close-up, è un film che «ipnotizza, tiene e commuove. Come solo il buon cinema sa fare», con «una regia sempre attenta a creare tensione e a coinvolgere lo spettatore».

## Riconoscimenti
- 2010 - Festival internazionale del cinema di Berlino[2]
  - Orso d'argento per il miglior attore a Grigorij Dobrygin e Sergej Puskepalis
  - Orso d'argento per il miglior contributo artistico a Pavel Kostomarov
- 2010 - Festival internazionale del cinema di Chicago
  - Hugo d'oro per il miglior film
- 2010 - Festival internazionale del cinema di Londra
  - Miglior film
- 2010 - European Film Awards
  - Candidatura per la miglior fotografia a Pavel Kostomarov